# Rabcsák János
Rabcsák János (Miskolc, 1954. december 6. –) labdarúgó, kapus.

## Pályafutása
A Bp. Honvéd csapatában mutatkozott az élvonalban 1975. szeptember 6-án a Vasas ellen, ahol csapata 3–1-re győzött. 1975 és 1977 között hét bajnoki mérkőzésen védett kispesti színekben. 1979 és 1983 között a Békéscsaba játékosa volt és 82 bajnoki mérkőzésen lépett pályára. Az 1983–84-es idénytől a Nyíregyháza együttesében védett. Utolsó NB I-es mérkőzésén az Újpesti Dózsa ellen 3–0-s vereséget szenvedett csapata.

## Sikerei, díjai
- Magyar bajnokság
  - 4.: 1975–76, 1976–77